# Batalha de Fontes de Onor
A Batalha de Fontes de Onor foi travada entre as forças aliadas (britânicos e portugueses), sob o comando do tenente-general Sir Arthur Wellesley, e as forças francesas, sob o comando do Marechal André Massena, entre os dias 3 e 5 de Maio de 1811, no âmbito da Guerra Peninsular, após a 3.ª invasão de Portugal. A tentativa feita por Massena para libertar a praça de Almeida, onde ainda existia uma guarnição francesa, falhou pois a batalha resultou numa vitória das forças anglo-lusas. 

## O campo de batalha
Fuentes de Oñoro situa-se na encosta oriental de uma linha de alturas que se estende de Norte para Sul, tendo a Leste a ribeira de Dos Casas e, a Oeste, a ribeira de Turones, afluentes do Rio Águeda. No extremo norte dessa linha de alturas situa-se o Real Fuerte de la Concepción. Fuentes de Oñoro sobe da margem do Dos Casas até à linha de alturas; tem muitos muros e ruas estreitas e sinuosas e oferece boas condições defensivas. O Dos Casas, a norte da estrada que atravessa a povoação, corre por uma ravina difícil de transpor. Para sul, as margens tornam-se pantanosas . Para sul de Fuentes de Oñoro ficam os povoados de Poço Velho e Nave de Haver, em terreno de morfologia muito mais suave.
As forças Aliadas ocuparam posições na linha de alturas entre as ribeiras de Dos Casas e Turones. O extremo esquerdo (Norte) da posição está assinalado pelo Fuerte de la Concepcíon, a sudoeste de Aldea del Obispo. O extremo direito (Sul) é assinalado pelo povoado de Nave de Haver. O terreno é bastante íngreme na zona do Fuerte de la Concepcíon e apresenta regiões planas a Sul, entre Nave de Haver e Fuentes de Oñor. As zonas arborizadas intercalavam com as zonas de vegetação rasteira. 

## As forças em presença

### As forças anglo-lusas
O exército aliado presente na batalha de Fuentes de Oñoro, constituído por forças portuguesas, espanholas e britânicas (estas incluíam forças alemãs ao serviço do Reino Unido), com um efectivo total na ordem dos 37 000 combatentes, era comandado pelo tenente-general Sir Arthur Wellesley. A maior parte destas forças eram de infantaria. Este exército estava articulado da seguinte formaː

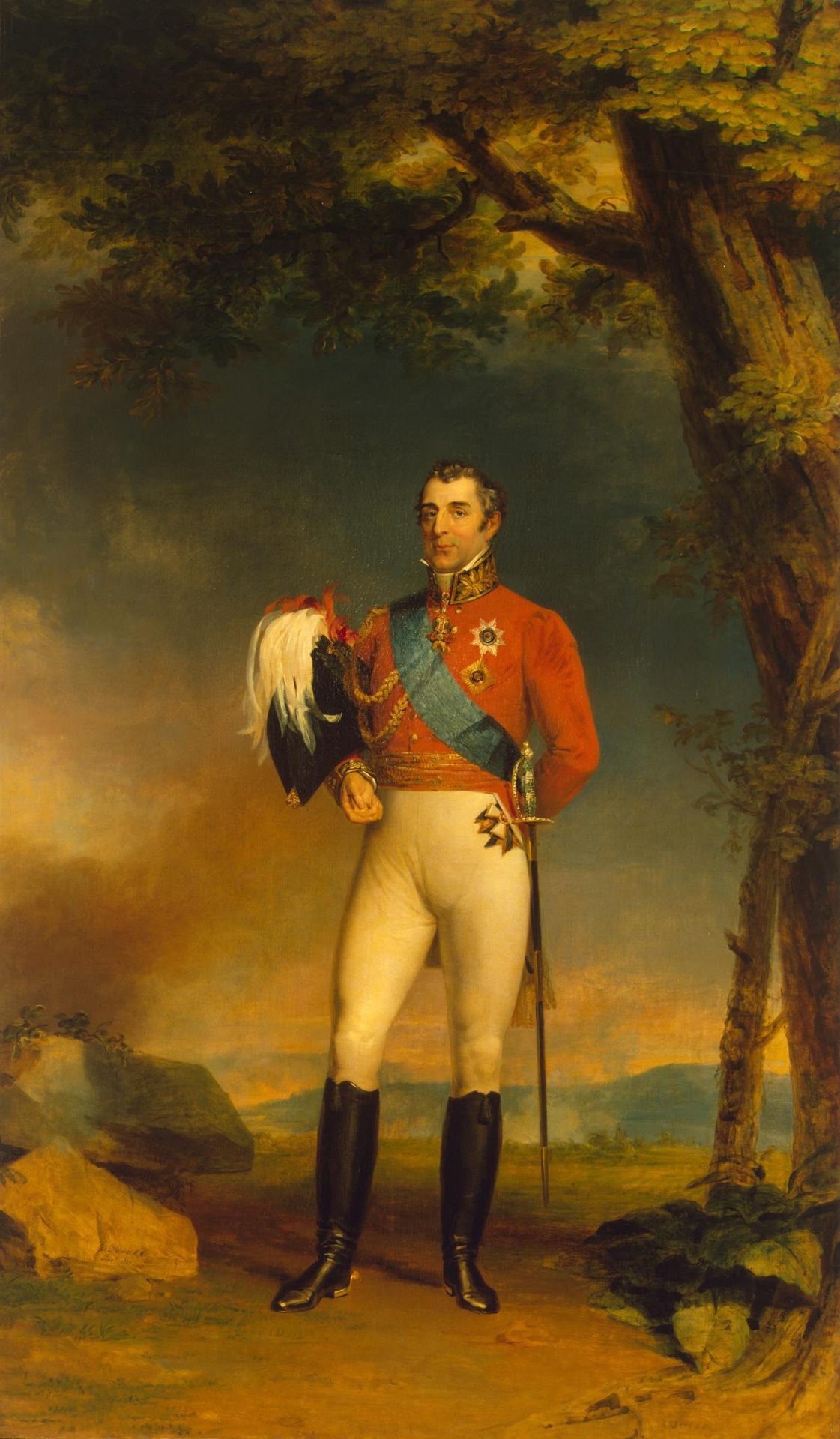
Tenente General Sir Arthur Wellesley, Duque de Wellington.

- 1.ª Divisão de Infantaria - tenente-general Sir Brent Spencer - 7.565 homens — constituída por 12 batalhões de infantaria de linha e 5 companhias de infantaria ligeira, estava organizada em 4 brigadas (E. Stopford, M. Nightingall, Howard e von Löwe);[3]

- 3.ª Divisão de Infantaria - major-general Thomas Picton - 5 480 homens — constituída por 11 batalhões de infantaria de linha (quatro batalhões eram portugueses — 2 do RI 9, 2 do RI 12),[4] estava organizada em 3 brigadas (Henry Mackinnon, Charles Colville e Manly Power[5]);

- 5.ª Divisão de Infantaria - major-general Sir William Erskine - 5 158 homens — constituída por 10 batalhões de infantaria de linha (quatro eram portugueses — 2 do RI 3 e 2 do RI 15) e o Batalhão de Caçadores 8, organizados em três brigadas (Handrew Hay, Dunlop e William Spry[5]);

- 6.ª Divisão de Infantaria - major-general Alexander Campbell - 5.250 homens - constituída por 9 batalhões (quatro eram portugueses — 2 do RI 8 e 2 do RI 12) e uma companhia do 5/60th Foot, organizados em três brigadas (Hulse, Burne e Madden[5]);

- 7.ª Divisão de Infantaria - major-general William Houston - 4 590 homens — constituída por 8 batalhões de infantaria de linha (quatro eram portugueses — 2 do RI 7 e 2 do RI 19) e o Batalhão de Caçadores 2, organizados em duas brigadas, uma britânica (Sontag) e outra portuguesa (Doyle);

- Divisão Ligeira - brigadeiro-general Robert Craufurd — 3 815 homens - constituída por 3 batalhões britânicos de infantaria ligeira e dois batalhões portugueses de caçadores (Caçadores 1 e 3), organizada em duas brigadas (T. S. Beckwith e G. Drummond):

- Brigada Independente Portuguesa - coronel Charles Ashworth - 2 539 homens - constituída por quatro batalhões de infantaria (dois do RI 6 e dois do RI 18) e pelo Batalhão de Caçadores 6.

- Corpo de Cavalaria - tenente-general Sir Stapleton Cotton - com um total de 1 854 homens, estava organizado em duas brigadas britânicas (John Slade e F. von Arentschild) e uma portuguesa[6] (Barbacena);

- A Artilharia era formada por quatro baterias britânicas e quatro baterias portuguesas com um total de 48 bocas de fogo e um efectivo de 987 homens (437 britânicos e 550 portugueses);

- Guerrilheiros espanhóis - Julian Sanchez - cerca de 500 homens.

### As forças francesas
O exército francês comandado pelo Marechal André Massena, o Exército de Portugal, tinha um efectivo de 48 452. Neste número estavam incluídos 1 738 homens que pertenciam ao Exército do Norte do marechal Bessières. Estava organizado em quatro corpos de exército, um deles reduzido a uma divisãoː

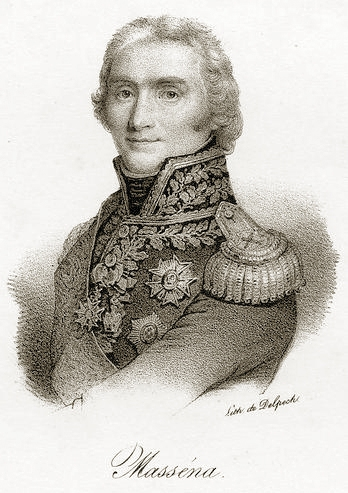
Marechal André Masséna, comandante de "L'Armée du Portugal".

- II CE - general Jean-Louis-Ebenézer Reynier - 11 064 homens - era formado por duas divisões de infantaria e uma brigada de cavalaria:

1.ª Divisão de Infantaria - general Merle - 4 891 homens - constituída por 9 batalhões de infantaria - 6 constituíam a Brigada Sarrut (3 517 homens) e três, do 4.º Regimento de Infantaria Ligeira (1 374 homens), dependiam directamente do comando da divisão;
2.ª Divisão de Infantaria - general Heudelet - 5 491 homens - constituída por 12 batalhões de infantaria organizados em duas brigadas (Godard e Arnaud);
Brigada de Cavalaria - 682 homens - 1.º Regimento de Hussardos, 22.º Regimento de Caçadores e 8.º Regimento de Dragões;
- VI CE - general Loison - 17 140 homens — era formado por três divisões de infantaria e uma brigada de cavalaria ligeira:

1.ª Divisão de Infantaria - general Marchand - 5 872 homens - constituída por doze batalhões organizados em duas brigadas (Maucune e Chemineau);
2.ª Divisão de Infantaria - general Mermet - 6 702 homens - constituída por doze batalhões organizados em duas brigadas (Ménard e Taupin);
3.ª Divisão de Infantaria - general Ferey - 4 232 homens - constituída por dez batalhões organizados em duas brigadas;
Brigada de Cavalaria Ligeira - general Lamotte - 334 homens - constituída por tropas do 3.º Regimento de Hussardos (164 homens) e do 15.º Regimento de Caçadores (170 homens);
- VIII CE, - general Junot - 4 714 homens - estava reduzido a uma divisão de infantaria (Solignac) formada por 10 batalhões e organizada em duas brigadas;[9]

- IX CE, general Drouet, com um total de 11 098 homens, era composto por duas divisões de infantaria e uma brigada de cavalaria:

1.ª Divisão de Infantaria - general Claparéde - 4 716 homens - constituída por nove batalhões agrupados em três Brigadas;
2.ª Divisão de Infantaria - general Conroux - 5 588 homens - constituída por nove batalhões agrupados em três brigadas;
Brigada de Cavalaria - general Fournier - 794 homens - constituída por tropas dos 7.º, 13.º e 20.º Regimentos de Caçadores (282, 270 e 242 homens respectivamente).
- Reserva de Cavalaria - general Montbrun - 1 187 homens - estava organizada em duas brigadas (Cavrois e Ornano).

- A Artilharia transportada até ao campo de batalha era constituída por cinco baterias com um efectivo de 430 homens.

- A Engenharia e os trens contavam com um efectivo de 3 011 homens.[10]

Do Exército do Norte, estavam presentes duas brigadas de cavalaria e uma bateria de artilharia, com um total de 1 738 homens. As brigadas de cavalaria eram as seguintes:
Brigada de Cavalaria da Guarda - general Lepic - 370 lanceiros, 235 caçadores, 79 mamelucos e 197 granadeiros a cavalo;
Brigada de Cavalaria Ligeira - general Wathier - constituída por tropas dos 11.º, 12.º e 24.º Regimentos de Caçadores (231, 181 e 200 homens respectivamente) e do 5.º Regimento de Hussardos (172 homens).
A bateria de artilharia tinha um efectivo de 73 homens.

## As operações

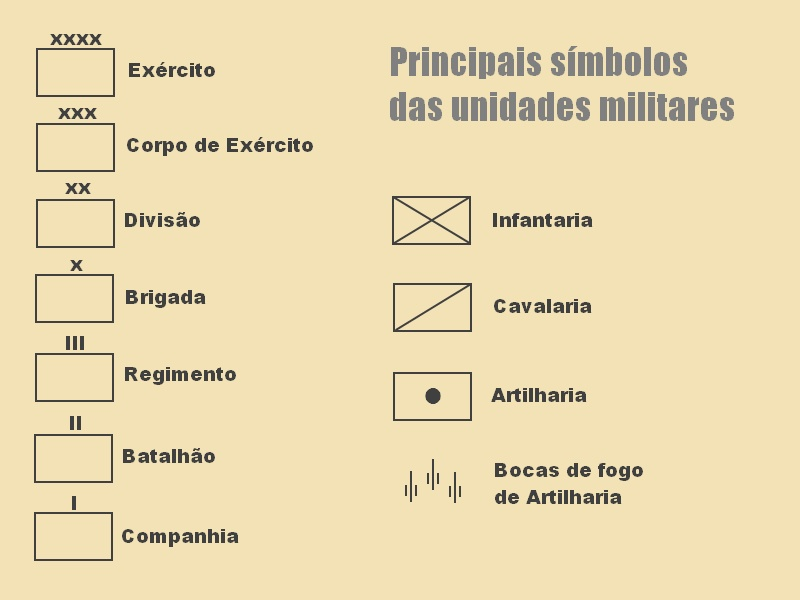
Principais símbolos representativos das unidades militares.

Quando o exército de Massena retirou de Portugal, no final da Terceira Invasão, uma guarnição francesa permaneceu na praça de Almeida que foi sitiada pelas tropas de Wellington. Massena organizou então as suas forças para libertar a guarnição de Almeida. Os seus corpos de exército concentraram-se em Ciudad Rodrigo a 29 de Abril e a cavalaria e artilharia do Exército do Norte, do marechal Bessier, chegou a 1 de Maio. No dia seguinte iniciaram o movimento em direcção a Portugal, atravessaram a ponte de Ciudad Rodrigo sobre o rio Águeda e formaram duas colunas: o II CE na estrada de Marialba (na direcção de Almeida); os VIII e IX CE na estrada para Carpio (na direcção de Fuentes de Oñoro); o VI CE formava a reserva e seguiu as forças mais a Sul.

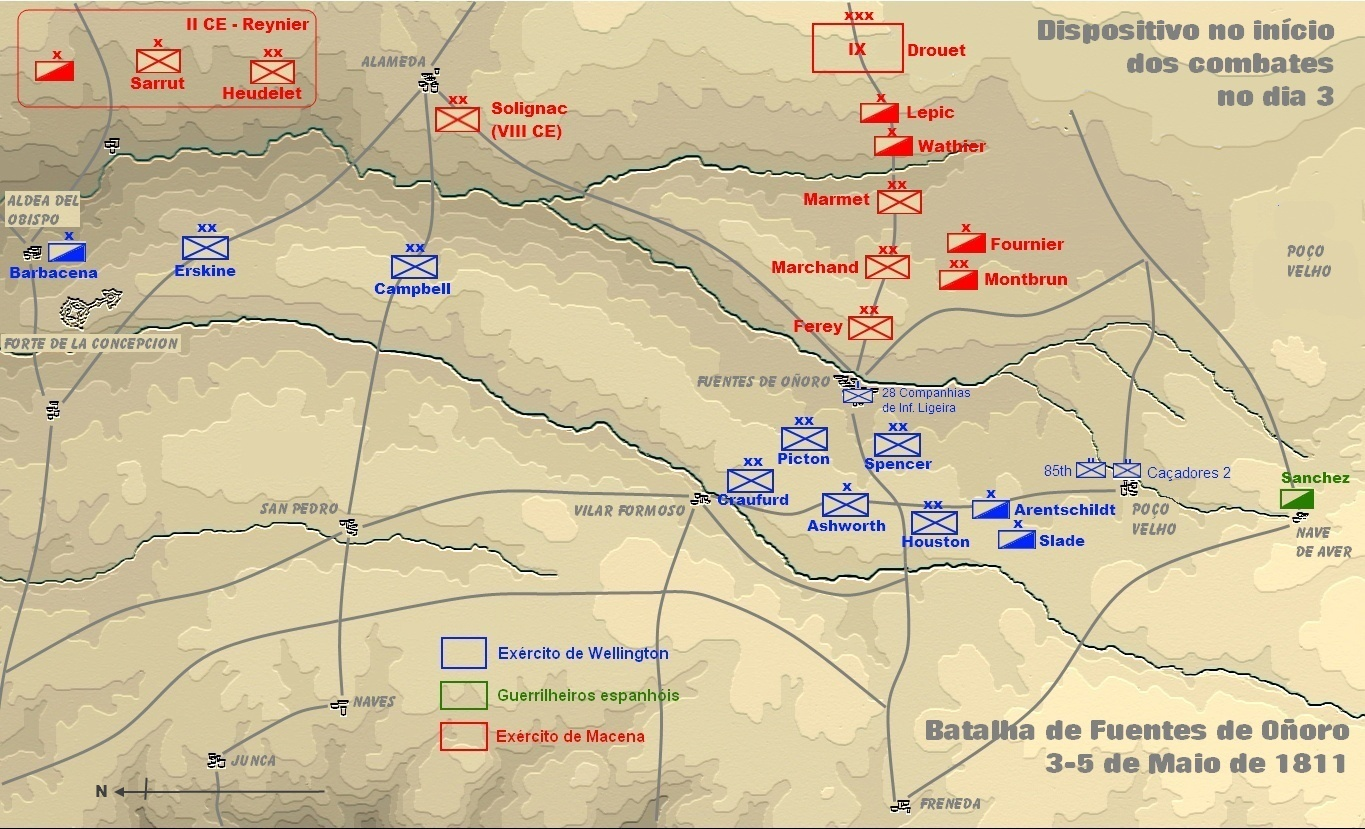
Dispositivo das forças anglo-lusas e francesas antes do início dos combates no dia 3 de Maio

Wellington estava informado destes movimentos pois tinha a Divisão Ligeira e a sua cavalaria perto de Ciudad Rodrigo e contava com o apoio de guerrilheiros espanhóis. Para interceptar o avanço francês sobre Almeida, posicionou as suas forças na região de Fuentes de Oñoro com o seguinte dispositivo:
- A Norte, no flanco esquerdo, junto ao Fuerte de la Concepcíon, posicionou a 5.ª Divisão com a cavalaria portuguesa;

- Mais a Sul, sobre a estrada que liga São Pedro (Portugal) a Alameda (Espanha), posicionou a 6.ª Divisão;

- Com 28 companhias retiradas da 1.ª e 3.ª Divisões, ocupou a povoação de Fuentes de Oñoro;

- No terreno elevado sobre Fuentes de Oñoro posicionou duas linhas de forças (ver Mapa 1):

Na primeira linha, a 1.ª Divisão a Sul e a 3.ª Divisão a Norte;
Na segunda linha, a 7.ª Divisão a Sul, a Brigada Portuguesa de Ashworth e a Divisão Ligeira a Norte (após recolher às posições defensivas);
As brigadas de cavalaria britânicas (John Slade e F. von Arentschild) encontravam-se a Sul (no flanco direito) da 7.ª Divisão.
- No flanco direito (a Sul) foram posicionados, em Pozo Bello, dois batalhões da 7.ª Divisão e, em Nave de Haver, o corpo de guerrilheiros espanhóis.

A batalha foi travada entre 3 e 5 de Maio. No dia 3 os franceses realizaram o primeiro ataque, sem sucesso; o dia 4 foi dedicado a reconhecimentos, registaram-se algumas trocas de tiros e iniciou-se a alteração dos dispositivos; no dia 5 foi realizado novo ataque francês, igualmente sem sucesso.
No dia 3 de Maio, o exército francês atingiu Gallegos, obrigou as forças da Divisão Ligeira e de cavalaria a retirarem e continuou o avanço em três colunas: a Norte, (a direita francesa) o II CE frente às posições da 5.ª Divisão; mais para Sul, o VIII CE frente às posições da 6.ª Divisão; o VI CE com a cavalaria de Montbrun, frente a Fuentes de Oñoro. O IX CE foi mantido em reserva. Neste dia à tarde, Massena ordenou o ataque à povoação de Fuentes de Oñoro. Apesar do sucesso inicial, à noite a povoação estava nas mão dos Aliados. A Norte, o II CE e a Divisão de Solignac (a única do VIII CE) realizaram um ataque de diversão com a finalidade de fixar as 5.ª e 6.ª Divisões (Erskine e Campbell).

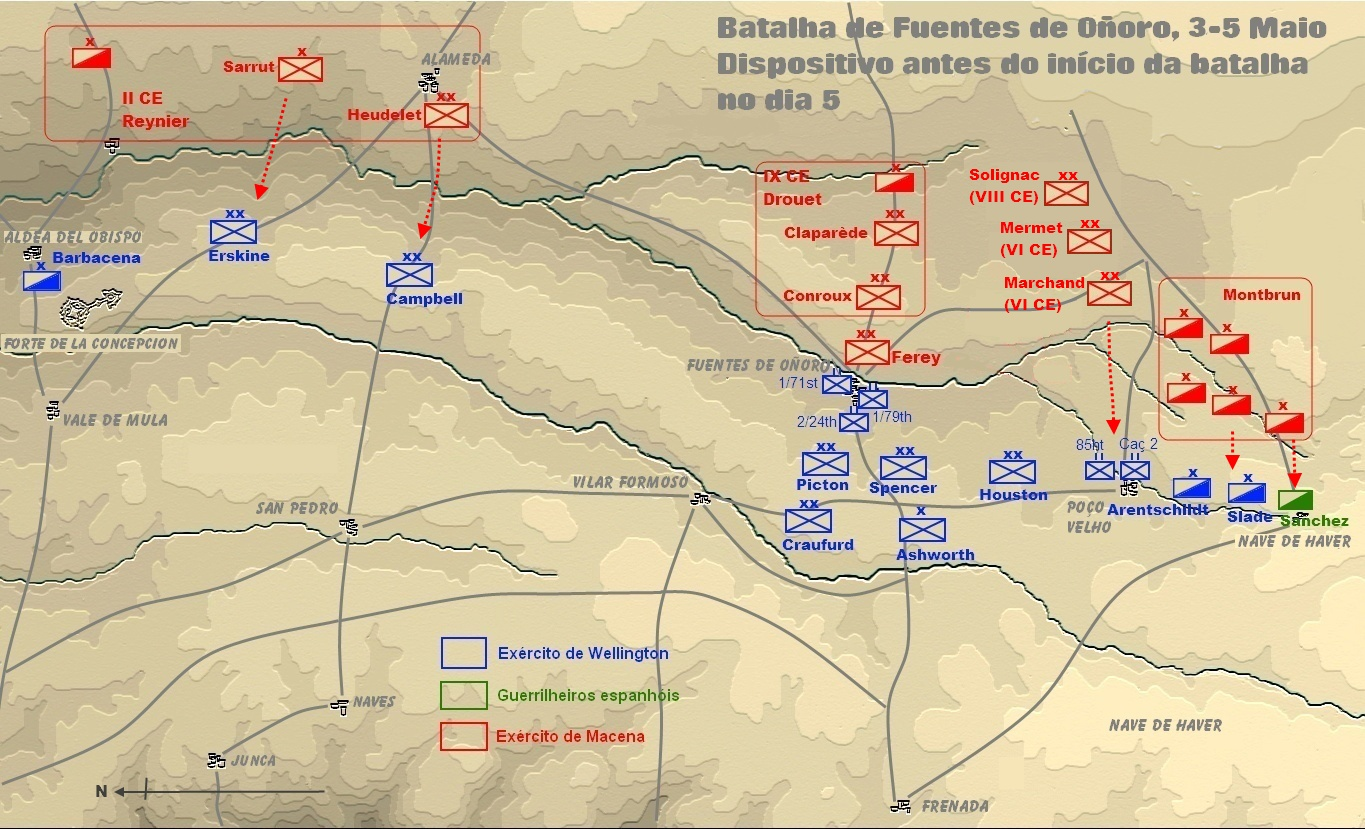
Dispositivo das forças anglo-lusas e francesas antes do início dos combates no dia 5 de Maio

O insucesso do dia 3 levou Massena a efectuar um reconhecimento mais cuidadoso do terreno o que foi feito durante o dia 4. Não houve combates nesse dia excepto em Fuentes de Oñoro onde se registou uma troca de tiros de uma margem para a outra do Dos Casas, sem consequências . Após esses reconhecimentos, Massena decidiu tornear a posição dos Aliados e lançar o ataque sobre o seu flanco Sul; quando este ataque estivesse já a decorrer, seria lançado o ataque sobre Fuentes de Oñoro; a Norte a missão mantinha-se inalterada. Desta forma, Massena esperava romper o dispositivo aliado em Fuentes de Oñoro e, com a força de envolvimento, ameaçar as suas linhas de comunicações. Wellington tinha estendido o seu dispositivo: colocou a 7.ª Divisão entre Fuentes de Oñoro e Poço Velho e a sua cavalaria entre Poço Velho e Nave de Haver. Pretendia com este dispositivo prevenir alguma tentativa de envolvimento que, esperava, fosse realizada com forças inferiores às que a realizaram.

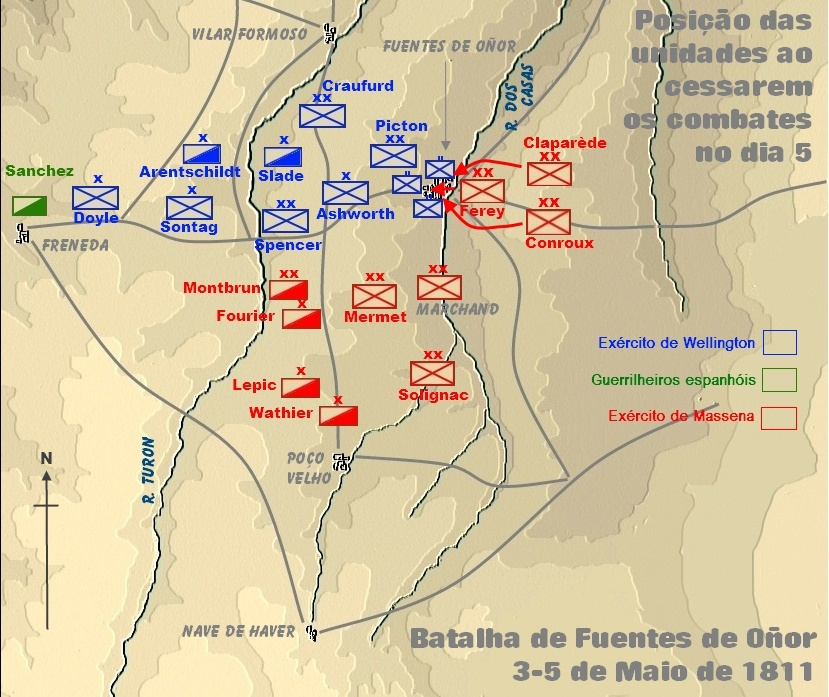
Dispositivo das forças anglo-lusas e francesas no fim dos combates no dia 5 de Maio

No dia 5 de Maio, uma força de cavalaria francesa atravessou o rio Dos Casas e expulsou os espanhóis que se encontravam em Nave de Haver. Em seguida, entrou em combate com a cavalaria britânica que foi obrigada a recuar. O ataque a seguir efectuado pela infantaria francesa obrigou os dois batalhões posicionados em Poço Velho a retirar. Juntaram-se às restantes forças da 7.ª Divisão que foi, por sua vez, atacada pela infantaria francesa. Perante a superioridade numérica das tropas francesas, Wellington garantiu a retirada daquela divisão com o apoio da Divisão Ligeira e da cavalaria. As forças anglo-lusas recuaram até formarem uma linha, de Fuentes de Oñoro até perto de Freineda, onde se posicionaram (de Leste para Oeste) a 3.ªDivisão, a Brigada Portuguesa de Ashworth, a 1.ª Divisão e, para Oeste do Turones, até Freineda que foi ocupada pelos guerrilheiros espanhóis, a 7.ª Divisão que retirou para aquelas posições.. A Divisão Ligeira foi colocada em reserva.
No flanco Norte do exército de Wellington, a participação na batalha, de acordo com a missão de Reynier, resumiu-se a algumas escaramuças. Em Fuentes de Oñoro, as companhias que tinham sofrido o primeiro ataque no dia 3 foram substituídas por três batalhões (1/71st, 1/79th e 2/24th da 1.ª Divisão). O ataque francês, inicialmente coroado de êxito, embora à custa de elevadas baixas, acabou repelido pela intervenção de um reforço da Brigada de Mackinnon (3.ª Divisão). Massena tencionava lançar o ataque contra o flanco Sul da posição anglo-lusa depois de controlar a povoação e, a partir daí, ameaçar o flanco da linha aliada voltada a Sul. Ao falhar este objectivo e começando a ficar com poucas munições, decidiu retirar.
As forças anglo-lusas sofreram 1 804 baixas (241 mortos, 1 247 feridos e 316 desaparecidos); quase 40% das baixas pertenceram à 1.ª Divisão. Os franceses sofreram 2 844 baixas (343 mortos, 2 287 feridos e 214 desaparecidos), a maior parte nos VI e IX CE. A praça de Almeida continuou em posse dos franceses até à noite de 10 para 11 de Maio, quando a guarnição francesa conseguiu passar através das forças anglo-lusas que cercavam a praça e escapar para Espanha.